# Македонско единство
„Македонско единство“ e български вестник, излизал в 1932 година във Варна.
Излиза седмично. Печата се в печатница „Добри Тодоров“. Излизат 4 броя. Подзаглавието му е Ратник за обединяване на македонските сили. Вестникът е орган на левичарска група от македонската емиграция в България. Настроен е срещу ВМРО и срещу Иван Михайлов. В „Македонско единство“ пише комунистическият деец и публицист Васил Ивановски.